# Biodigesteur
Le biodigesteur ou biodigesteur anaérobie est un dispositif technique utilisé pour produire du biogaz, un mélange de gaz — principalement du méthane et du dioxyde de carbone — produit par des bactéries digérant de la matière organique dans des conditions anaérobies. Un biodigesteur n'est donc rien d'autre qu'un réacteur chimique dont les réactions chimiques ont une origine biologique. Il est l'élément capital dans la transformation anaérobique.

## Présentation
Il existe différents types de biodigesteurs, certains traitant les déjections animales uniquement, d'autres les excréments humains, d'autres encore étant mixtes. Le principe de fonctionnement du biodigesteur étant assez simple, il existe différente manières de le mettre en place, et différents matériaux (plus ou moins onéreux) peuvent être utilisés en fonction des moyens à disposition de son utilisateur.

## Historique
Le biodigesteur, étant une manière peu couteuse et assez facilement réalisable de produire de l'énergie, a été principalement mis en place dans les pays en développement, notamment au Vietnam et en Tanzanie, mais aussi en Chine et au Brésil.

## Production mondiale
Le Brésil, qui se lance massivement dans le secteur des énergies renouvelables, est un grand utilisateur de biodigesteurs et producteur de biogaz.